# Clarias nebulosus
Clarias nebulosus es una especie de pez de la familia Clariidae en el orden de los Siluriformes.

## Distribución geográfica
Se encuentra en Sri Lanka.